# Johannes Pohlschneider

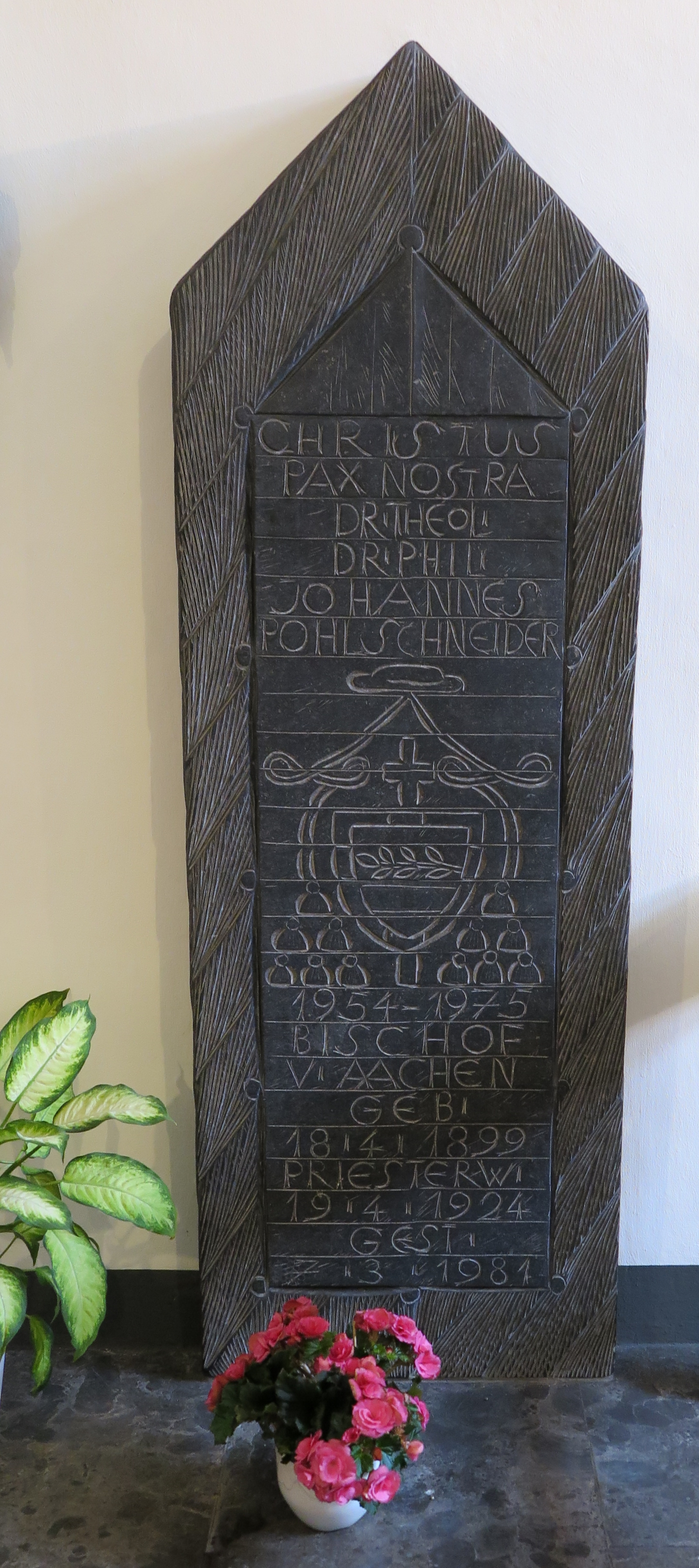
Gedenkstein an Johannes Pohlschneider in der Allerheiligenkapelle des Aachener Doms

Wappen von Johannes Pohlschneider

Johannes Pohlschneider (* 18. April 1899 in Osterfeine bei Damme (Dümmer); † 7. März 1981 in Aachen) war von 1954 bis 1974 Bischof von Aachen.

## Leben
Johannes Pohlschneider, zweites von zwölf Kindern des Kaufmanns Bernhard Pohlschneider und dessen Ehefrau Maria geb. Schmiesing, studierte nach dem Abitur 1917 an einem Realgymnasium in Münster und einem kurzen Kriegsdienst zunächst Mathematik in Berlin, dann Philosophie in Innsbruck und Münster und schließlich Theologie am Collegium Germanicum in Rom. In Münster wurde er Mitglied der katholischen Studentenverbindung Unitas Winfridia und damit Korporierter im Unitas-Verband. 1919 konnte er sein Studium an der Universität Gregoriana aufnehmen und mit den Promotionen zum Doktor der Philosophie (1921) und zum Doktor der Theologie (1925) abschließen. Am 19. April 1924 empfing er in der Lateranbasilika die Priesterweihe. Als Vikar des Bistums Münster war er zunächst in Lutten bei Vechta und dann als Kaplan in Oldenburg-Osternburg tätig. Dort gelang es ihm, unter schwierigen politischen Umständen eine neue Kirchengemeinde aufzubauen. Gleichzeitig wirkte er als Gefängnisseelsorger.
1940 bestellte ihn Bischof Clemens August Graf von Galen trotz Behinderungen durch die Behörden zum Nachfolger des von den Nationalsozialisten aus dem Oldenburger Land ausgewiesenen Offizials Franz Vorwerk. Pohlschneider wurde nach nicht fristgerechtem Protest seitens der oldenburgischen Landesregierung Ende Mai am 2. Juni in sein Amt eingeführt.
Daraufhin erklärte die Landesregierung die bestehenden Vereinbarungen zwischen dem oldenburgischen Staat und der katholischen Kirche für ungültig, beschlagnahmte das Offizialatsgebäude und stellte die Zahlung der sogenannten Bauschsumme ein, die aus dem Staatshaushalt für den Unterhalt des Offizialats bestimmt war. Pohlschneider konnte danach seine Amtsgeschäfte in provisorisch eingerichteten Räumen weiterführen und richtete 1941 sogar noch ein eigenes Seelsorge-Amt ein, um die Seelsorge den schwierigen Zeiten anzupassen. An- und Übergriffe der Nationalsozialisten konnte er energisch und geschickt abwehren. Nach Kriegsende leitete er caritative Hilfsmaßnahmen für Ausgebombte und Flüchtlinge, führte umfangreiche Sammelaktionen durch und betreute insbesondere die katholischen Flüchtlinge aus Schlesien im protestantischen Landesteil seelsorgerisch. Ab Sommer 1945 setzte er sich in Verhandlungen mit der provisorischen Staatsregierung in Oldenburg für die Wiedereinführung der Konfessionsschulen ein und begann mit den Vorbereitungen für den Aufbau einer katholischen Pädagogischen Hochschule in Vechta (der heutigen Universität Vechta), die bereits im März 1946 ihren Lehrbetrieb aufnehmen konnte.
Am 17. Dezember 1945 wurde er Nichtresidierender Domkapitular in Münster. Bischof Michael Keller berief ihn am 8. Oktober 1948 zum Generalvikar des rheinisch-westfälischen Teils des Bistums Münster. Zu seinen Aufgaben zählten der schwierige Wiederaufbau der kriegszerstörten kirchlichen Gebäude und Einrichtungen sowie die Reorganisation von Kirchensteuersystem und kirchlicher Verwaltung.
Papst Pius XII. ernannte ihn am 30. August 1954 zum vierten Bischof von Aachen. Am 18. November 1954 empfing er im Aachener Dom durch den Kölner Erzbischof Josef Kardinal Frings die Bischofsweihe. Mitkonsekratoren waren Michael Keller, Bischof von Münster, und Friedrich Hünermann, Weihbischof in Aachen. Als Leitspruch wählte er: „Christus pax nostra - Christus unser Frieden“.
Er war Konzilsvater aller vier Sitzungsperioden des Zweiten Vatikanischen Konzils von 1962 bis 1965. Als Verantwortlicher der Deutschen Bischofskonferenz für das Schulenwesen („Schulbischof“) und die bischöfliche Kommission für Familie, Schule und Erziehung war er wesentlich eingebunden in die Erklärung des Konzils Gravissimum educationis über die christliche Erziehung. Besondere Ereignisse in seiner Amtszeit waren die Aachener Heiligtumsfahrten 1972 mit 175.000 Gläubigen, der Katholikentag 1974 in Mönchengladbach sowie die Seligsprechungen der aus dem Bistum stammenden Ordensgründerinnen der Salvatorianerinnen, Therese von Wüllenweber (1968), und der Armen-Schwestern vom heiligen Franziskus, Franziska Schervier (1974).
1965 wurde er von Kardinal-Großmeister Eugène Kardinal Tisserant zum Großoffizier des Ritterordens vom Heiligen Grab zu Jerusalem ernannt und am 5. Mai 1965 in Jerusalem durch Lorenz Kardinal Jaeger, Großprior der deutschen Statthalterei, investiert. Pohlschneider war nach eigenem Bekenntnis in Zuneigung mit dem Opus Dei verbunden und dessen Gründer Josemaría Escrivá einige Male persönlich begegnet.
Am 13. Dezember 1974 nahm Papst Paul VI. seinen altersbedingten Rücktritt an. Bis zur Amtseinführung seines Nachfolgers Klaus Hemmerle im Oktober 1975 verwaltete er das Bistum als Apostolischer Administrator. Er wurde in der Bischofsgruft des Aachener Domes bestattet.

## Verhalten gegenüber Missbrauchsvorwürfen
Am 20. Mai 2023 wurde durch die Aachener Zeitung erstmals öffentlich bekannt, dass Johannes Pohlschneider in seiner Funktion als Bischof von Aachen bereits 1961 mit Missbrauchsvorwürfen gegen einen Pfarrer konfrontiert wurde. In den folgenden Jahren hat er diesen Pfarrer mehrfach versetzt und ihn unter anderem als Religionslehrer an einer Schule arbeiten lassen. Die Strafverfolgungsbehörden wurden nie eingeschaltet, der Pfarrer wurde für seine mutmaßlichen Taten nie zur Rechenschaft gezogen.

## Ehrungen und Auszeichnungen
- Päpstlicher Hausprälat (1943)
- Großes Bundesverdienstkreuz mit Stern des Verdienstordens der Bundesrepublik Deutschland (1964)
- Ritterschlag zum Ritter vom Heiligen Grab (1965)
- Namensgeber der Bischof-Johannes-Pohlschneider-Stiftung